# Буженко Олена Романівна
Оле́на Рома́нівна Буже́нко (* 1972) — українська спортсменка-з бігу на середні дистанції, майстер спорту України міжнародного класу з легкої атлетики (1996).

## Життєпис
Народилася 1972 року в місті Дніпропетровськ. 1995-го закінчила Дніпропетровський інститут фізичної культури та спорту.
На Чемпіонаті України з легкої атлетики-1996 у складі команди Харківської області посіла першу сходинку в естафетному бігу 4×400 метрів — вона та Зоя й Наталія Мауріни та Олександра Рижкова.
На Чемпіонаті України з легкої атлетики-1998 в бігу 4×400 метрів команда здобула золоті медалі — вона та Зоя і Наталія Мауріни й Тетяна Ткаліч.
На Всеукраїнських літніх спортивних іграх-1999 в бігу 4×400 метрів команда здобула золоті медалі — вона та Тетяна Ткаліч, Вікторія Фоменко й Майя Шемчишена.
Учасниця міжнародних стартів на 800 м у Словаччині (1997, 2 місце), Сербії (1997, друге місце; 1998, третє місце), Італії (1998, третє місце), Швеції (1999, третє місце).
Срібна призерка Всесвітньої Універсіади (1997) та Всесвітніх ігор військовослужбовців (1999).
Особисті рекорди встановлені 1999 року на міжнародних стартах серії Ґран-Прі у Франції, Німеччині та Швеції. 17 липня 1999-го встановила рекорд України в бігу на 1000 метрів — 2.34,81 хв.
На Чемпіонаті України з легкої атлетики-2000 здобула золоту нагороду в бігу на 800 метрів.
Змагалась у бігу на 800 метрів на літніх Олімпійських іграх 2000 року.
Виступала за клуби СКА ППО та «Колос».